# آنتانتیبه (آمبوهیدراتریمو)
آنتانتیبه (به لاتین: Antanetibe) یک منطقهٔ مسکونی در ماداگاسکار است که در آنالامانگا واقع شده‌است. آنتانتیبه ۱۰٬۵۳۶ نفر جمعیت دارد و ۱٬۳۵۲ متر بالاتر از سطح دریا واقع شده‌است.